# Bocage, forêts et milieux humides des Amognes et du bassin de la Machine
Bocage, forêts et milieux humides des Amognes et du bassin de la Machine este o arie protejată (arie de protecție specială avifaunistică — SPA) din Franța întinsă pe o suprafață de 32.765 ha, integral pe uscat.

## Localizare
Centrul sitului Bocage, forêts et milieux humides des Amognes et du bassin de la Machine este situat la coordonatele 46°57′43″N 3°21′34″E / 46.96194°N 3.35944°E.

## Înființare
Situl Bocage, forêts et milieux humides des Amognes et du bassin de la Machine a fost declarat arie de protecție specială avifaunistică în baza directivei 79/409 din 1979 referitoare la conservarea păsărilor sălbatice pentru a proteja 31 de specii de animale.

## Biodiversitate
Situată în ecoregiunea continentală, aria protejată nu include niciun habitat protejat.
La baza desemnării sitului se află mai multe specii protejate de  păsări (31): pescăruș albastru (Alcedo atthis), ciuf de câmp (Asio flammeus), caprimulg (Caprimulgus europaeus), chirighiță neagră (Chlidonias niger), barză albă (Ciconia ciconia), barză neagră (Ciconia nigra), șerpar (Circaetus gallicus), erete de stuf (Circus aeruginosus), erete vânăt (Circus cyaneus), erete cenușiu (Circus pygargus), ciocănitoarea de stejar (Dendrocopos medius), ciocănitoare neagră (Dryocopus martius), egretă albă (Egretta alba), egretă mică (Egretta garzetta), șoim de iarnă (Falco columbarius), șoim călător (Falco peregrinus), cocor (Grus grus), acvilă pitică (Hieraaetus pennatus), sfrâncioc roșiatic (Lanius collurio), ciocârlie de pădure (Lullula arborea), gaia neagră (Milvus migrans), gaia roșie (Milvus milvus), stârc de noapte (Nycticorax nycticorax), vultur pescar (Pandion haliaetus), viespar (Pernis apivorus), bătăuș (Philomachus pugnax), ciocănitoare verzuie (Picus canus), ploier auriu (Pluvialis apricaria), chiră mică (Sterna albifrons), chiră de baltă (Sterna hirundo), fluierar de mlaștină (Tringa glareola).
Pe lângă speciile protejate, pe teritoriul sitului au mai fost identificate 14 specii de păsări.